# Sibynophis chinensis
Espèce
Synonymes
- Ablabes chinensis Günther, 1889
- Henicognathus sumichrasti Bocourt, 1886
- Polyodontophis grahami Boulenger, 1904
- Sibynophis hainanensis Schmidt, 1925
- Sibynophis collaris parkeri Mell, 1929
- Sibynophis collaris formosensis Maki, 1931

Statut de conservation UICN

 LC  : Préoccupation mineure
Sibynophis chinensis  est une espèce de serpents de la famille des Colubridae.

## Répartition
Cette espèce se rencontre :
- au Viêt Nam ;
- en République populaire de Chine dans les provinces du Jiangsu, du Zhejiang, du Fujian, du Guangdong, du Hainan, du Guangxi, du Hunan, du Hubei, du Sichuan et à Hong Kong ;

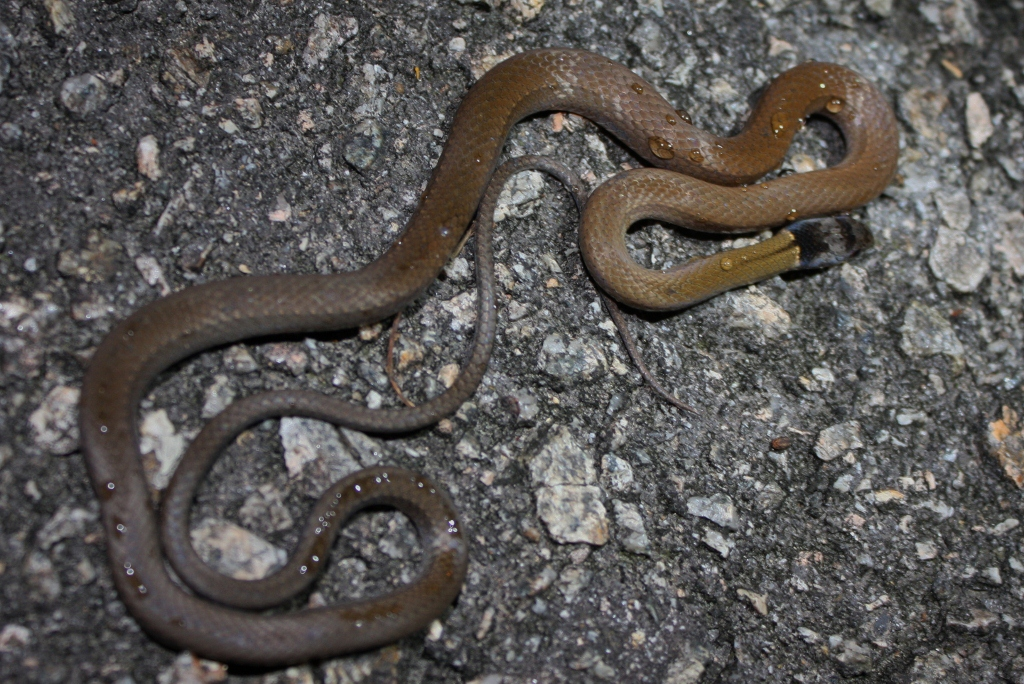
Sibynophis chinensis

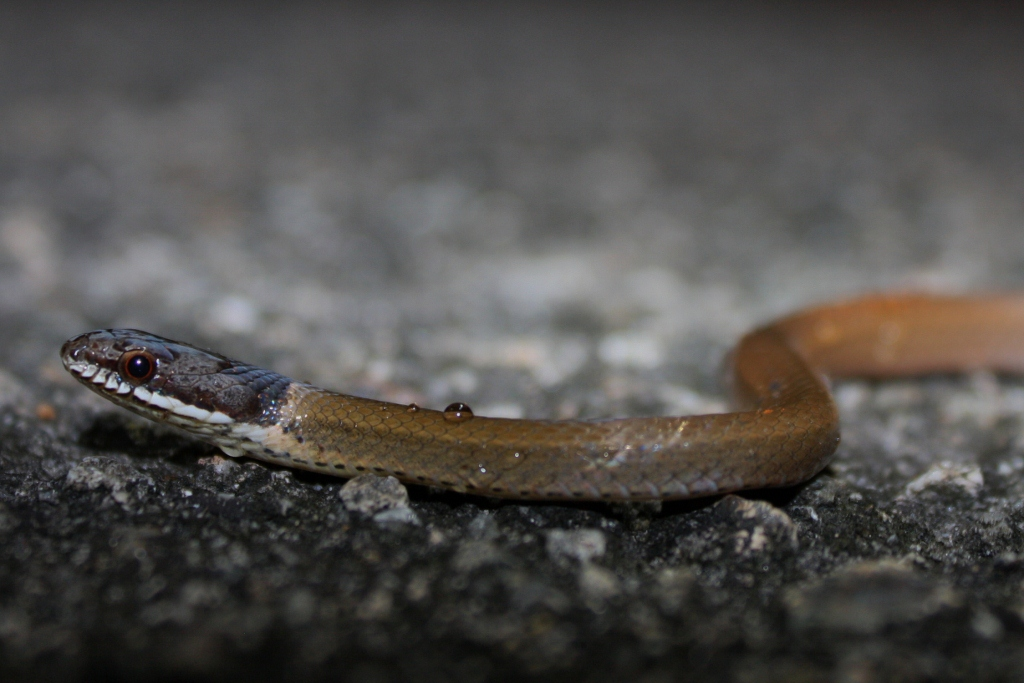
Sibynophis chinensis

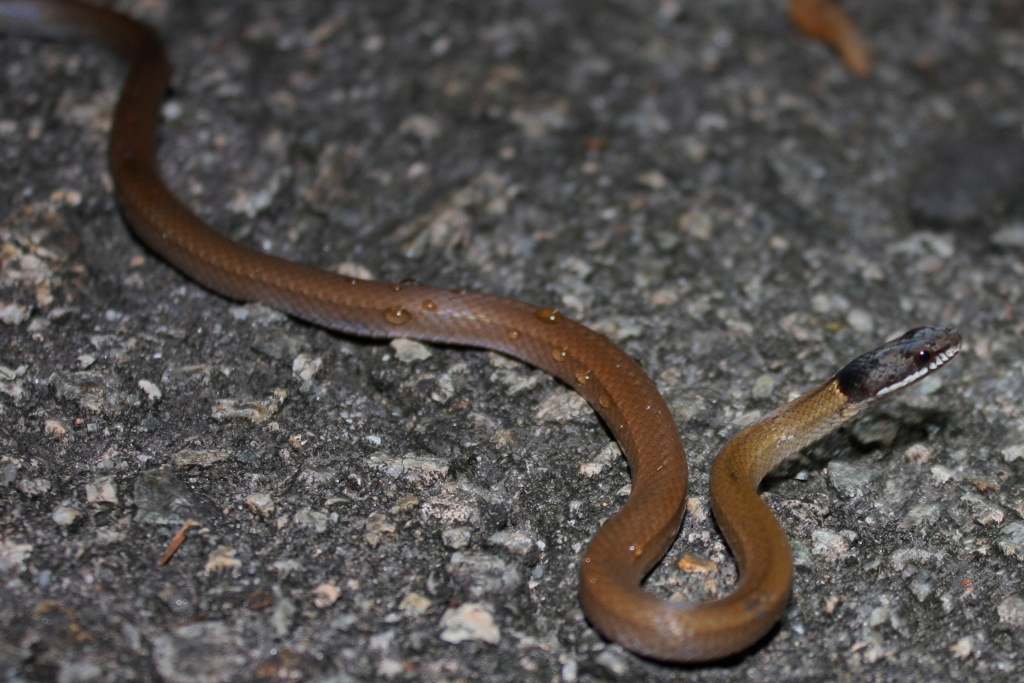
Sibynophis chinensis

- à Taïwan.

## Liste des sous-espèces
Selon The Reptile Database (4 septembre 2013) :
- Sibynophis chinensis chinensis (Günther, 1889)
- Sibynophis chinensis grahami (Boulenger, 1904)
- Sibynophis chinensis miyiensis Zhao & Kou, 1987

## Étymologie
Son nom d'espèce, composé de chin[e] et du suffixe latin -ensis, « qui vit dans, qui habite », lui a été donné en référence au lieu de sa découverte. Le nom de la sous-espèce miyiensis, composé de miyi et du suffixe latin -ensis, « qui vit dans, qui habite », lui a été donné en référence au lieu de sa découverte, le xian de Miyi et la sous-espèce grahami est nommée en l'honneur de John Graham.

## Publications originales
- Boulenger, 1904 : Descriptions of new Frogs and Snakes from Yunnan. The annals and magazine of natural history : zoology, botany, and geology, sér. 7, vol. 13, p. 130-134 (texte intégral).
- Günther, 1889 : Third contribution to our knowledge of reptiles and fishes from the upper Yangtze-Kiang. Annals and Magazine of Natural History, sér. 6, vol. 4, p. 218-229 (texte intégral).
- Zhao, 1987 : A toxonomic study on Chinese species of the genus Sibynophis. Chinese Herpetological Research, vol. 1, p. 1-6 (texte intégral).